# Adelaida de Besalú (comtessa consort d'Empúries)
|  | No s'ha de confondre amb Adelaida de Besalú (comtessa consort d'Urgell). |

Adelaida de Besalú va ser comtessa consort d'Empúries.
Era filla de Bernat Tallaferro, comte de Besalú, i de Toda de Provença, anomenada Adelaida, i neta de Ramon Borrell I de Barcelona, segons consta en el testament. Casada amb Ponç I d'Empúries, del matrimoni en van néixer Hug II, successor al títol de comte, Pere, esdevingut membre de la comunitat monàstica de Sant Pere de Rodes el 1063, Berenguer, que va rebre les terres i els títols del vescomtat de Peralada, i Ermessenda, casada amb Ramon Mir II, senyor de Vic i Gran Senescal de Catalunya.